# Barbara Weldens
Barbara Weldens (nascida Barbara Jacquinot; Vitry-le-François, 17 de abril de 1982 – Lot, 19 de julho de 2017) foi uma cantora, autora, compositora e intérprete musical francesa, vencedora do prêmio Révélation Scène de 2016 da Academia Charles Cros e do prêmio do concurso de jovens talentos de 2016 do Festival I Jacques Brel.

## Carreira
Trabalhou muitos anos ao dedicar ao circo onde aprendeu malabarismo, acrobacia e trapézio com seus pais. Obteve prêmios como o prêmio revelação da Academia Charles Cros.
Em 2011 ela se lançou como cantora, e logo foi premiada como Jovem Talento do Festival Jacques Brel.
Em 3 de fevereiro de 2017 lançou seu primeiro álbum de estúdio chamado Le Grand H de l'homme.

### Morte
Weldens morreu na noite de 19 de julho de 2017 devido a uma parada cardíaca após sofrer um choque elétrico enquanto apresentava um concerto na igreja franciscana Notre-Dame des Cordeliers, em Goudron, no departamento de Lot, ao sudoeste da França, no marco do Festival Léo Ferré. Imediatamente a equipe de assistência tentou sem sucesso salvar Weldens no mesmo lugar. Abriu-se uma investigação para conhecer as causas da morte.

## Discografia

### Álbuns de Estúdio
- 2017 - Le Grand H de l'homme

### Temas
- Je ne veux pas de ton amour
- Où sont mes nichons
- À mes flancs
- Purple room
- Alice
- Ému mais digne
- Le grand H de I'homme
- Du pain pour les réveille-matin
- Viens
- Belle
- Violence
- Femme
- L'Organique Vibration